# Violeta Urtizberea
Violeta Urtizberea (Buenos Aires, 19 febbraio 1985) è un'attrice argentina, nota principalmente per il ruolo di Florencia Estrella, protagonista della telenovela Five Stars.

## Biografia
Debutta nel 1995 con il programma Magazine For Fai. La sua carriera in televisione comprende diverse partecipazioni : Gasoleros (1999), Locas de amor (2004), ¿Quién es el jefe? (2005), Conflictos en red (2005), Soy tu fan (2006), Amo de casa (2006), Mujeres asesinas (2006), Lalola (2007), Enseñame a vivir (2009), Combinaciones (2010), Los únicos (2011), El pacto (2011), Maltratadas (2011), Graduados (2012), Viudas e Hijos del Rock and Roll (2014-2015), Educando a Nina (2016) e Five Stars (2017).
È figlia dell'attore Mex Urtizberea.

## Filmografia

### Televisione
- Magazine For Fai - serie TV (1995-1996)
- For Fai Deportivo - serie TV (1998)
- For Fai Presidente - serie TV (1999)
- Gasoleros - serial TV (1999)
- Locas de amor - serie TV (2004)
- Conflictos en red - serie TV (2005)
- ¿Quién es el jefe? - serie TV (2005)
- Amo de casa - serie TV (2006)
- Soy tu fan - serie TV (2006)
- Mujeres asesinas - serie TV, 1 episodio (2006)
- Lalola - serial TV (2007-2008)
- Enseñame a vivir - serial TV (2009)
- Combinaciones - serie TV (2010)
- Los únicos - serial TV (2011)
- Maltratadas - serie TV (2011)
- El pacto - serie TV (2011)
- Graduados - serial TV (2012)
- El Secreto de los Rossi - serie TV (2014)
- Viudas e hijos del rock and roll - serial TV (2014-2015)
- Conflictos modernos - miniserie TV (2015)
- Educando a Nina - serial TV (2016)
- Las palomas y las bombas - serie TV (2016)
- La última hora - serie TV (2016)
- El galán de Venecia - serial TV (2017)
- Five Stars (Las Estrellas) - serial TV (2017-2018)
- Rizhoma Hotel - miniserie TV (2018)

### Cinema
- Una novia errante, regia di Ana Katz (2007)
- Un novio para mi mujer, regia di Juan Taratuto (2008)
- Francia, regia di Adrián Caetano (2010)
- No te enamores de mí, regia di Federico Finkielstain (2012)
- Las insoladas, regia di Gustavo Taretto (2014)
- Voley, regia di Martín Piroyansky (2015)
- El diablo blanco, regia di Ignacio Rogers (2018)

## Programmi televisivi
- Hola Susana (Telefe, 1999)

## Teatro
- Cenicienta, la historia continúa, regia di Daniel Casablanca (2001-2002)
- Lucro Cesante, regia di Ana Katz (2004-2007)
- Reproches Constantes, regia di Santiago Gobernori (2006-2007)
- Miami, regia di Pompeyo Audivert (2008)
- 8 mujeres, regia di José Maria Muscari (2011)
- A donde van los Corazones Rotos, regia di Cynthia Edul (2012)
- Isósceles, regia di Mariana Chaud (2012)
- Las lágrimas, regia di Mariano Tenconi Blanco (2014)
- Despierto, regia di Ignacio Sánchez Mestre (2016-2017)

## Premi e riconoscimenti
- 2007 - Premio Clarín
  - Vinto - Rivelazione per Lalola[2].
- 2008 - Premio Martín Fierro
  - Vinto - Rivelazione per Lalola[3].
- 2010 - Premio Martín Fierro
  - Nomination - Miglior attrice protagonista in commedia per Enseñame a vivir[4].
- 2012 - Premios Tato
  - Nomination - Miglior attrice di reparto in fiction giornaliera per Graduados[5].
- 2012 - Kids' Choice Awards Argentina
  - Nomination - Attrice preferita per Graduados[6].
- 2017 - Premios Tato
  - Nomination - Miglior attrice protagonista in fiction giornaliera per Five Stars[7].
- 2018 - Premio Martín Fierro
  - Vinto - Miglior attrice protagonista in fiction giornaliera per Five Stars[8].